# Comarca de Soria

Mapa de la Comarca de Soria.

La Comarca de Soria está formada por 22 municipios[cita requerida] y ocupa la parte central de la Provincia de Soria.

## Municipios
| - Bayubas de Abajo - Bayubas de Arriba - Blacos - Calatañazor - Cidones - Cubo de la Solana - Fuentepinilla - Garray - Golmayo - Gormaz - Los Rábanos | - Quintana Redonda - Quintanas de Gormaz - Rioseco de Soria - Soria - Tajueco - Tardelcuende - Torreblacos - Valdenebro - Valderrodilla - Velilla de la Sierra - Villaciervos |